# Thaumatomyrmex cochlearis
Thaumatomyrmex cochlearis är en myrart som beskrevs av William Steel Creighton 1928. Thaumatomyrmex cochlearis ingår i släktet Thaumatomyrmex och familjen myror. Inga underarter finns listade i Catalogue of Life.

## Bildgalleri

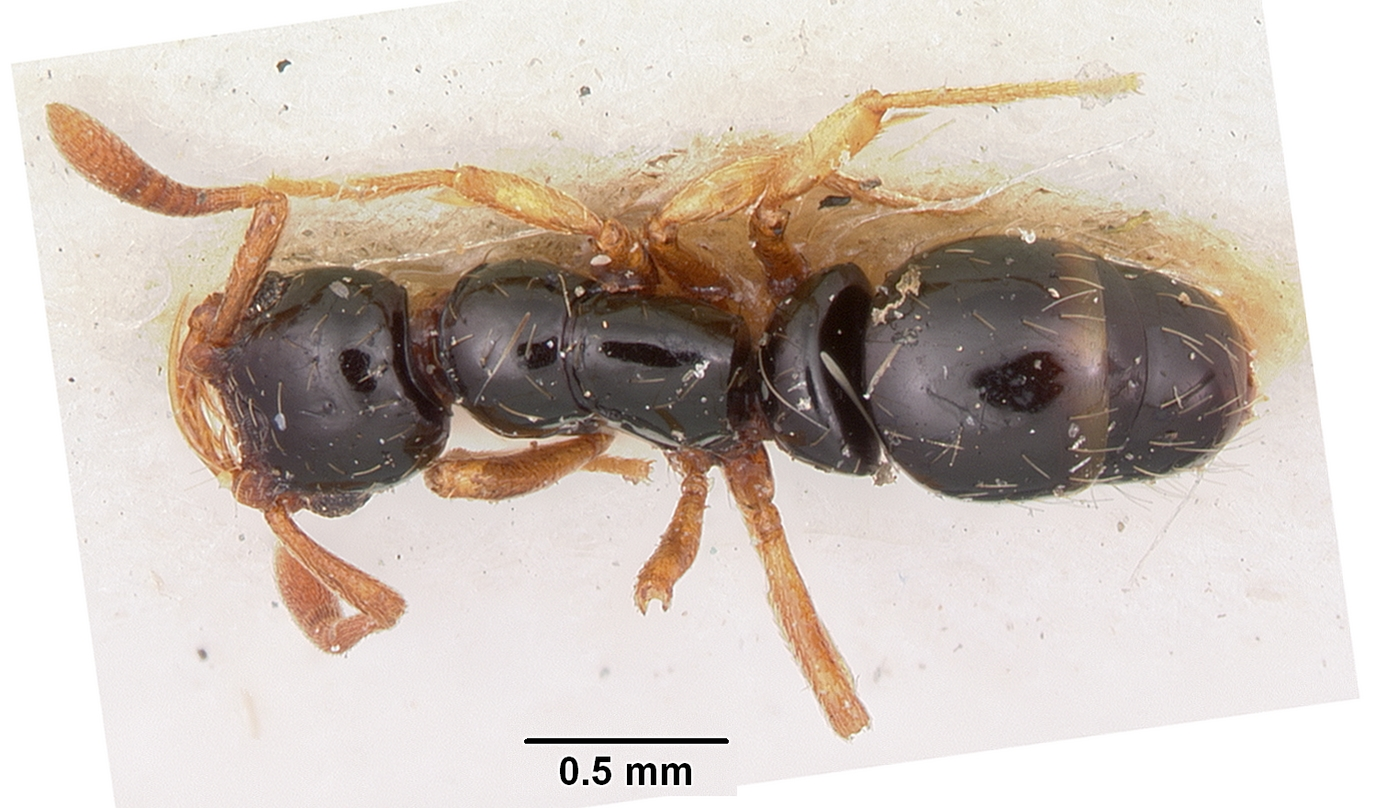
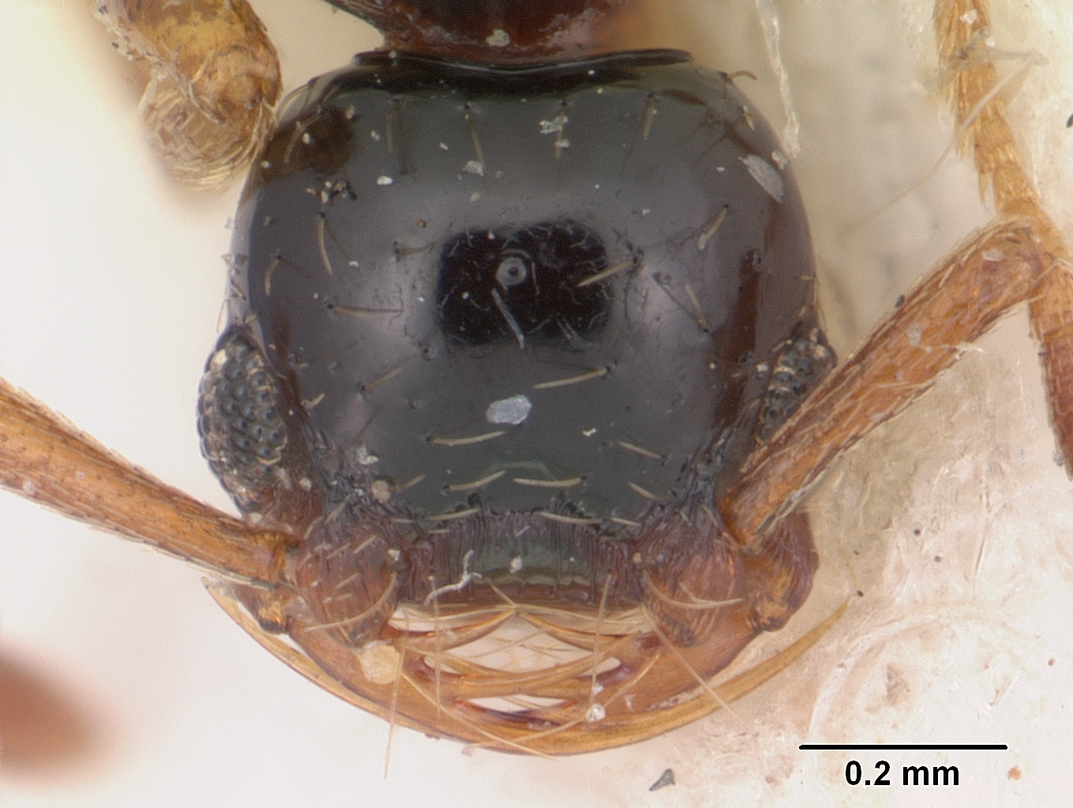
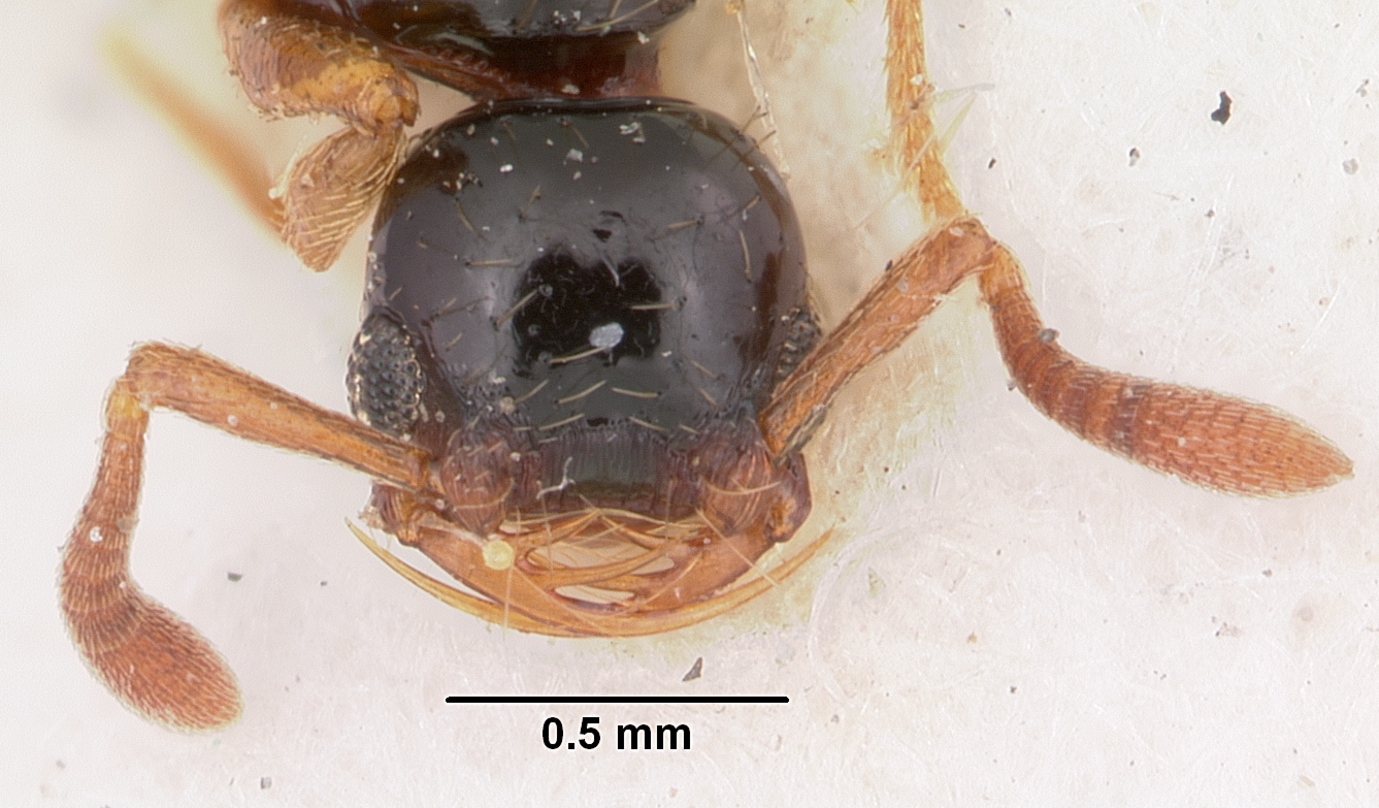
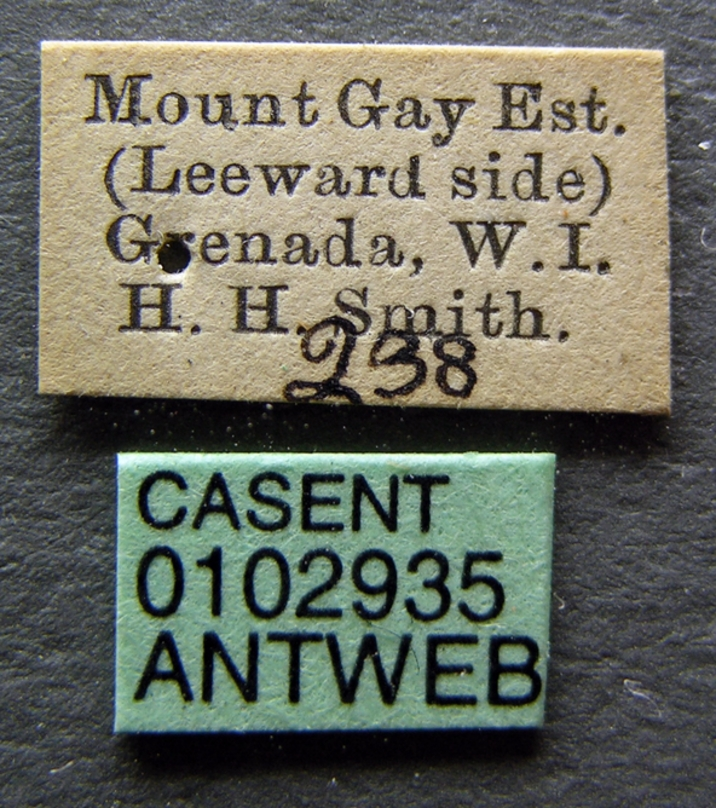
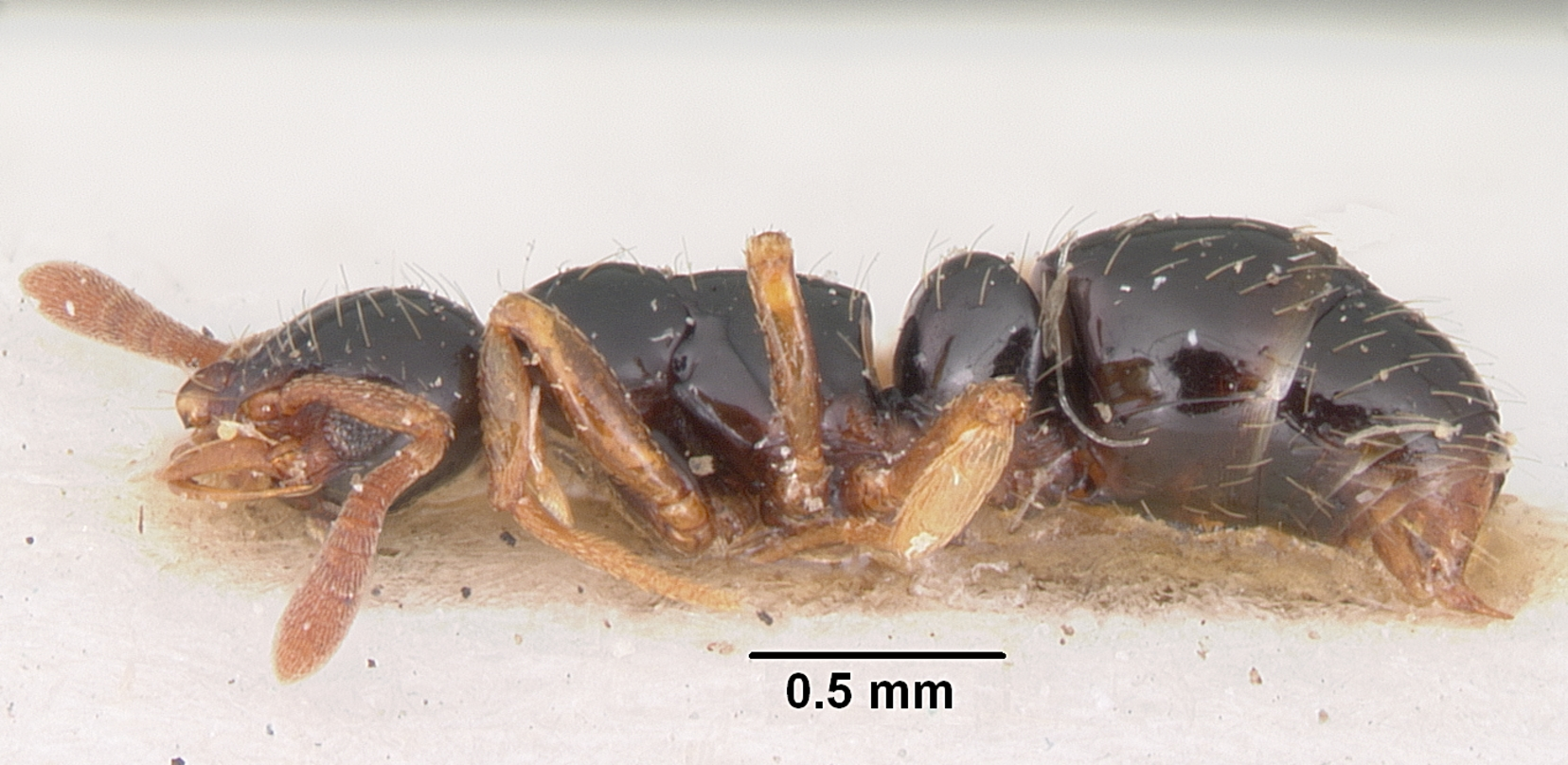
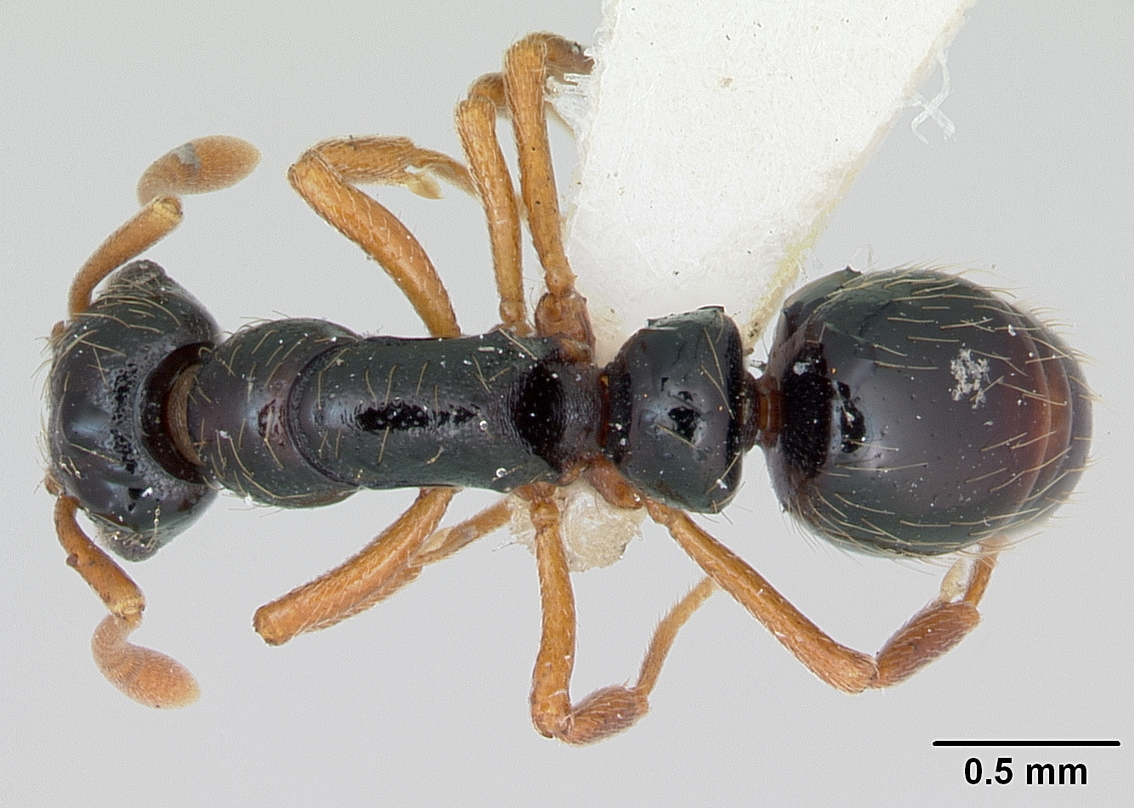